# Xyletinus longitarsis
Xyletinus longitarsis is een keversoort uit de familie klopkevers (Anobiidae). De wetenschappelijke naam van de soort is voor het eerst geldig gepubliceerd in 1942 door Jansson.